# Peter Boenisch
Peter Boenisch (ur. 4 maja 1927 w Berlinie, zm. 8 lipca 2005 w Gmund am Tegernsee) – niemiecki dziennikarz, redaktor naczelny dzienników Bild (1961–1971) oraz Die Welt (1978–1981), rzecznik rządu Helmuta Kohla (1983–1985).
Założyciel młodzieżowego czasopisma Bravo.

## Życiorys

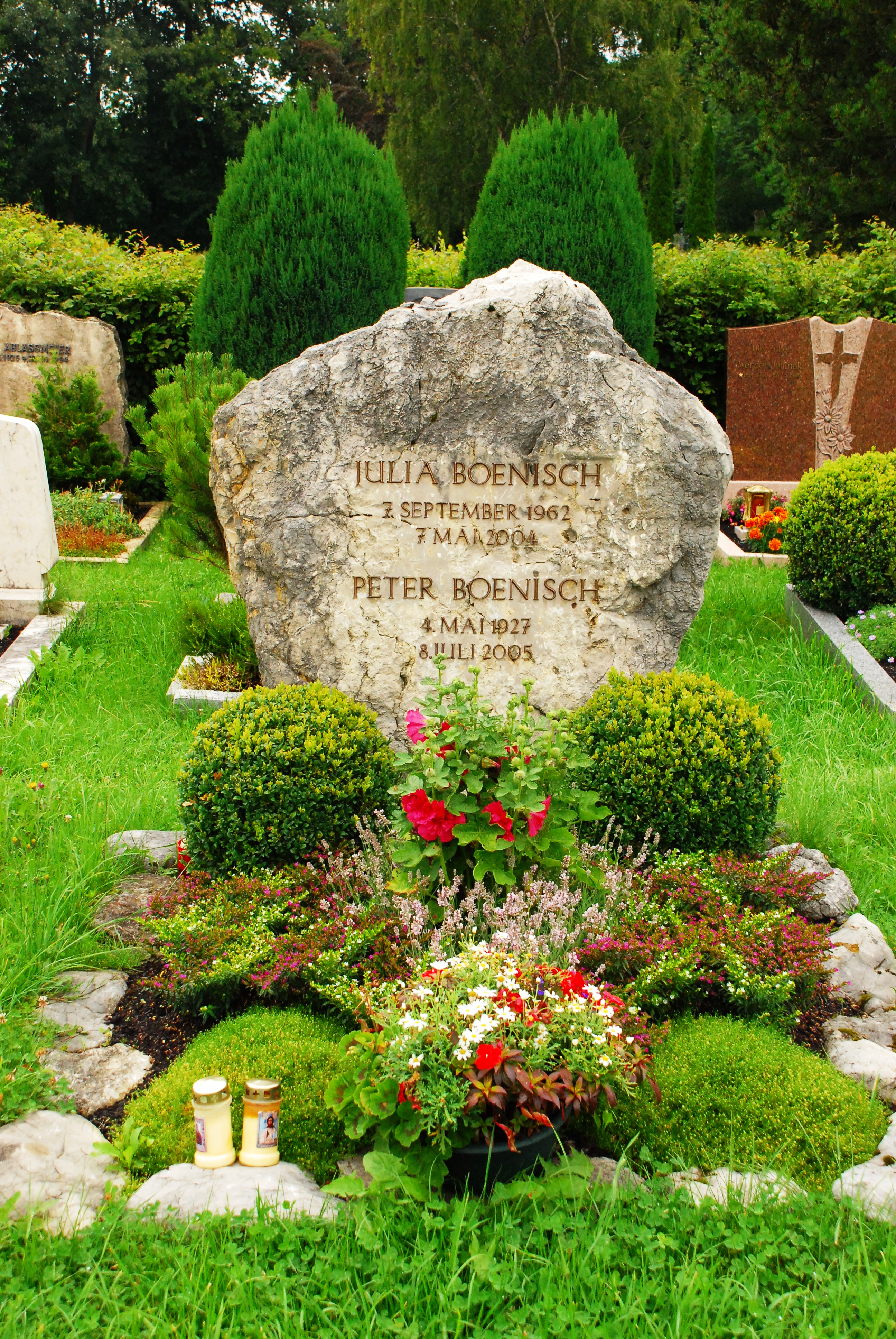
Grób Petera Boenischa i jego żony na cmentarzu w Gmund am Tegernsee

Syn niemieckiego inżyniera i pochodzącej z Odessy Żydówki. Pod koniec II wojny światowej powołany na front do oddziałów spadochronowych i obrony przeciwlotniczej. Po wojnie krótko studiował slawistykę i prawo na Uniwersytecie Humboldtów w Berlinie.
Karierę dziennikarską zaczął od pracy jako reporter sportowy w Allgemeine Zeitung w Berlinie. Następnie przeniósł się do Monachium i pracował do 1949 w tamtejszym dzienniku Die Neue Zeitung. W 1949 został redaktorem naczelnym Schleswig-Holsteinische Tagespost. Od 1952 do 1955 był doradcą dyrektora Adolfa Grimme i kierował działem PR w Nordwestdeutscher Rundfunk.
W 1956 założył czasopismo młodzieżowe Bravo. Od 1959 współpracownik koncernu wydawniczego Axel Springer SE.
W 1961 został redaktorem naczelnym dziennika Bild, a w 1978 nawiązał współpracę z Die Welt, gdzie również kierował pracami redakcji. Podczas kampanii wyborczych w 1976, 1980 i 1994 był doradcą Helmuta Kohla. W latach 1983–1985 sprawował stanowisko sekretarza stanu i rzecznika rządu Kohla.
W latach 1986–1992 pracował w wydawnictwie Burda-Verlag. Następnie jako publicysta powrócił do dziennika Bild, a od 1999 do 2001 był członkiem rady nadzorczej Axel Springer SE. Od 2001 stał na czele klubu jeździeckiego Union-Klub.

## Życie prywatne
Boenisch był trzykrotnie żonaty. Zmarł na chorobę nowotworową, rok po swojej o 35 lat młodszej żonie dziennikarce Julii Schramm (1962–2004), pozostawiając dwie małoletnie córki.